# Aleksandr Panow
Aleksandr Władimirowicz Panow, ros. Александр Владимирович Панов (ur. 21 września 1975 w Kołpino w obwodzie leningradzkim, Rosyjska FSRR) – rosyjski piłkarz, grający na pozycji napastnika, reprezentant Rosji.

## Kariera piłkarska

### Kariera klubowa
Panow w dzieciństwie był „trudnym nastolatkiem”: pił, palił, według jego własnych słów był gopnikiem. Potem zainteresował się piłką nożną. W 1993 rozpoczął karierę piłkarską w drugiej drużynie Zenitu Petersburg. W 1994 debiutował w pierwszej drużynie, skąd przeszedł w następnym roku do Dinama Wołogda. W 1996 bronił barw chińskiego Shanghai Baosteel. W 1997 trener Anatolij Byszowiec przywrócił piłkarza do Zenitu, któremu pomógł zdobyć Puchar Rosji, strzelając w finale 2 bramki. Sezon 2000/01 spędził w Zachodniej Europie w klubach AS Saint-Étienne i Lausanne Sports. Przez częste kontuzje mało wychodził na boisko i w 2002 powrócił do Rosji, gdzie zasilił skład Dynama Moskwa. Potem występował w klubach Dinamo Petersburg, Torpedo Moskwa i ponownie Zenit. W 2007 zakończył karierę piłkarską w Torpedzie Moskwa. Ale po 3 latach powrócił do gry 23 sierpnia 2010 w barwach Torpeda. W 2011 grał w amatorskim zespole FK Lubiercy.

### Kariera reprezentacyjna
W latach 1998–2004 rozegrał 17 meczów oficjalnych w barwach narodowej reprezentacji Rosji, w których zdobył 4 bramki.

## Sukcesy i odznaczenia

### Sukcesy klubowe
- zdobywca Pucharu Rosji: 1999
- mistrz Rosyjskiej Drugiej Dywizji (grupa centralna): 2010

### Sukcesy indywidualne
- wybrany do listy 33 najlepszych piłkarzy roku w Rosji: Nr 1 (1999, 2000), Nr 3 (1998, 2004)
- król strzelców Rosyjskiej Drugiej Ligi: 1993
- król strzelców Rosyjskiej Pierwszej Dywizji: 2003
- najlepszy piłkarz Rosyjskiej Pierwszej Dywizji: 2003
- nominowany w kategorii „najlepszy napastnik sezonu”: 1999

### Odznaczenia
- tytuł Mistrza Sportu Rosji